# Osiedle im. Adama Mickiewicza w Mikołowie
Osiedle Mickiewicza w Mikołowie - Osiedle miasta Mikołów wybudowane w stylu socrealistycznym, oraz budynki o numerach 22 i 24 wybudowano w latach 80 XX wieku z wielkiej płyty. W latach 2018–2021 trwała odnowa i renowacja budynków znajdujących się na osiedlu, tym samym zrealizowano unijny projekt poprawy jakości powietrza. Pierwsze budowle powstały tutaj w roku 1952 z nadania władz warszawskich. 